# Alírezá Gelíčchání
Alírezá Gelíčchání (* 31. prosince 1937 – 16. října 2018 Teherán) byl íránský zápasník.

## Sportovní kariéra
Zápasení se věnoval od útlého dětství. Na mezinárodní úrovni se prosazoval v zápasu řecko-římském. Na olympijských hrách nikdy nestartoval. Jeho největším úspěchem je třetí místo na mistrovství světa v Jokohamě v roce 1961 ve váze do 62 kg. Po skončení sportovní kariéry se věnoval trenérské práci. Zemřel po dlouhé nemoci na podzim 2018.[nenalezeno v uvedeném zdroji]